# Костров Микола Михайлович
Микола Михайлович Костров (15 лютого 1950, Нова Слобода, нині Конотопський район, Сумська область — 18 вересня 2021) — український військовий і громадський діяч, заступник командувача Військово-Морських Сил України, начальник штабу ВМС України (1993—1996), контрадмірал.

## Біографія
Микола Михайлович Костров народився 15 лютого 1950 року у селі Нова Слобода, Путивльського району, Сумської області. Закінчив Вище морське училище (Ленінград), Військово-морську академію (Ленінград), Академію Генерального штабу (Москва). Розпочинав службу на Тихоокеанському флоті СРСР від командира групи атомних підводних човнів до начальника штабу 21-ї дивізії підводних човнів Тихоокеанського флоту.
З 1992 року М. М. Костров у Військово-морських силах України. У 1993—1996 роках був заступником командувача ВМС України, начальником штабу ВМС України, начальником Севастопольського гарнізону Збройних сил України.
Брав активну участь у підготовці перших далеких походів кораблів ВМС ЗС України, проведенні перших оперативно-тактичних навчань «Море-96». 1999 року у званні контрадмірала звільнився зі Збройних сил України і почав працювати Міністерстві надзвичайних ситуацій начальником Центру редагування на надзвичайні ситуації на водних об'єктах.
З 2005 року — начальник Державної екологічної інспекції України, 2005—2006 рік — Головний державний інспектор з охорони навколишнього середовища. З 24 січня 2008 року начальник Державної екологічної інспекції України, заступник Головного державного інспектора з охорони навколишнього середовища.